# Gert Bals
Gerrit Gert Bals (Utrecht, 18 d'octubre de 1936 - Veenendaal, 20 de maig de 2016) fou un futbolista neerlandès de la dècada de 1960 i entrenador.
Fou jugador del SV Zeist, 't Gooi, i PSV on jugà 120 partits i guanyà la lliga de 1963. Amb l'AFC Ajax esdevingué el primer porter neerlandès en jugar una final de la Copa d'Europa, el 1969 davant l'Milan. En total jugà 216 partits i guanyà 4 lligues amb el club. Guanyà el premi a millor futbolista neerlandès el 1969. Finalitzà la seva carrera al SBV Vitesse.
Com a curiositat, cal assenyalar que un cop retirat va tornar per un dia al futbol per defensar la porteria del F.C.Barcelona en un amistós. L'equip de Rinus Michels s'havia quedat sense porters i l'entrenador va demanar a l'exporter que disputés un partit contra el Fortuna Düsseldorf. El resultat va ser d'empat a 3.